# Suha Arafat
Suha Arafat (en árabe:  سهى عرفات), nacida como Suha Daoud Tawil (سهى طويل) el 17 de julio de 1963 en Nablus, Cisjordania, es la viuda de Yasser Arafat, presidente de la Autoridad Nacional Palestina.

## Biografía
Suha Arafat nació en Nablus (Cisjordania), en una familia palestina de confesión cristiana ortodoxa griega. Su madre, Raymonda Tawil, fue una destacada periodista, poeta y escritora en los Territorios Ocupados y su padre, Daoud Tawil, un banquero que fue educado en la Universidad de Oxford. Estudió en distrito en instituto religioso católico del Rosario de Beit Hanina, en Jerusalén Oriental. 
Ella conoció a Yasser Arafat en 1985.
Suha Tawil Arafat se reunió con él en París en 1989, cuando era una estudiante en la Universidad  de París La Sorbona sirviendo como traductora para las reuniones oficiales. Luego se convirtió en su secretaria, cuando estaba en el exilio en Túnez. En 1990, se convirtió al Islam, y unos meses más tarde, 17 de julio de 1990 se casó con el líder palestino, treinta y cuatro años mayor que ella. Tuvo una hija, Zahwa, que nació de esta unión en 1995 en Neuilly-sur-Seine. Siendo relativamente poco popular en Palestina, Suha Arafat vive en un exilio en París con su hija desde el estallido de la segunda Intifada en 2000.